# Ludovic Halévy
Ludovic Halévy (Parigi, 1º gennaio 1834 – Parigi, 7 maggio 1908) è stato un librettista e commediografo francese.

## Biografia
Figlio dello scrittore Léon Halévy e nipote del compositore Jacques, si distinse per la sua notevole e pacata moralità, oltreché per la sua attività di funzionario ministeriale, ma soprattutto per aver indirizzato le sue incontenibili fantasie dalla vita reale alle favole divertenti e tendenti all'assurdo.
Proprio per questo motivo intraprese l'attività librettistica collaborando con Henri Meilhac: in coppia con questi, a partire dal 1855 scrisse i testi per le operette di Jacques Offenbach, caratterizzate da un umorismo scanzonato e irriverente.
Scrisse, sempre insieme a Meilhac, anche il libretto per la Carmen di Georges Bizet.
Fu anche autore di commedie leggere, molto in voga nella Parigi della seconda metà del XIX secolo. Nel 1879 debutta a Parigi al Palais Royal Il marito della debuttante (Le mari de la débutante), commedia scritta a quattro mani con Henri Meilhac. Questa commedia viene presentata per la prima volta in Italia con il titolo di Moglie... o attrice? solo nel 2009.
Halévy volle dedicarsi anche a tematiche più serie ed impegnate, che però non riscossero grande successo, e questo fatto provocò la rottura del sodalizio con Meilhac.

## Opere
- Un matrimonio d'amore, collana Piccola Collezione Amena, Napoli, E.Pietrocola, 1886, SBN UBO3017480.